# Korompay György

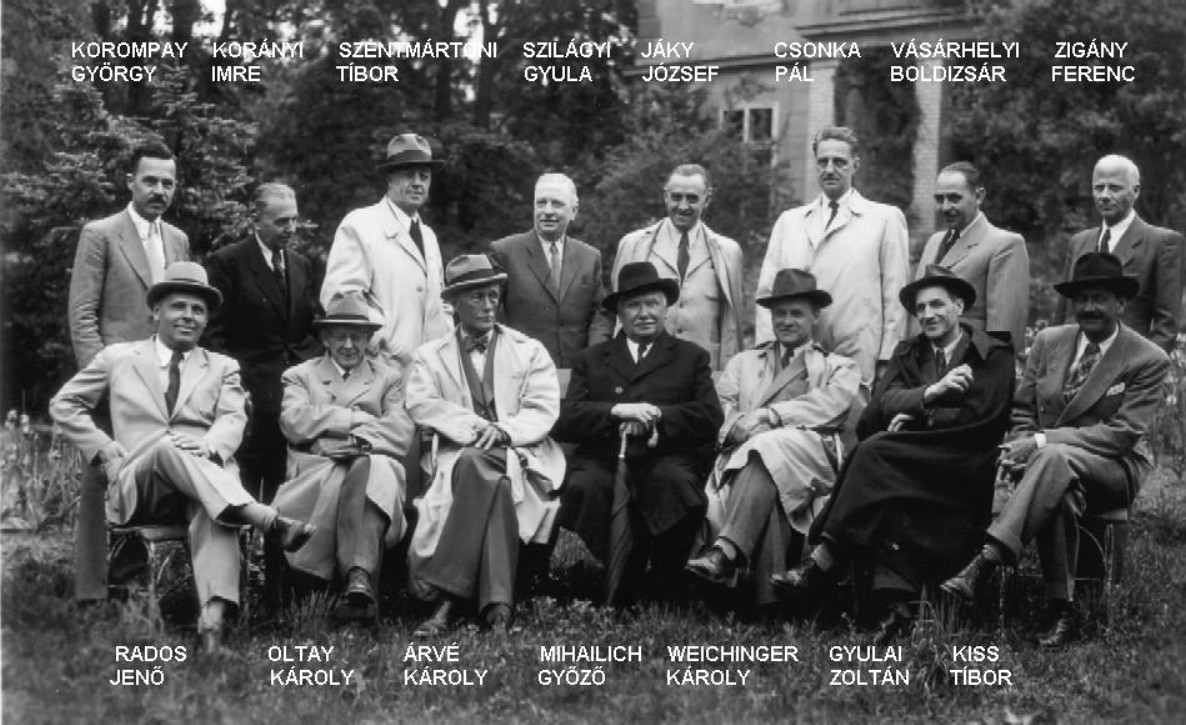
Egyetemi tanártársak Rados Jenőéknél. Budapest, XII. Budakeszi út 34/c. 1949. Korompay György a második sorban, balra az első

Korompay György (1941-ig: Krompecher György) (Budapest, 1905. január 3. – Galyatető, 1991. szeptember 4.), építészmérnök, városépítész, elméleti kutató és jelentős szakíró. Egyetemi doktor (1940) és a műszaki tudományok kandidátusa (1967). A Budapesti Műszaki Egyetemen Warga László által alapított városépítési tanszék második vezetője. 1944-ben a front érkezése idején ő vállalta az építészkari hallgatók dániai „mentőakciójának” vezetését, ahol tanártársaival az oktatást is megszervezte. A háború után a Városépítési Tanszék vezetője maradt, egészen 1951-ig, az "egyetemi nagy tisztogatáskor" történt eltávolításáig. 1952-ben áthelyezték az akkor megalapított Városépítési Tervező Vállalathoz (népszerű nevén: VÁTI), ahol településtervezési munkái mellett kiemelkedő jelentőségű urbanisztikai kutató- és  szakirodalmi tevékenységet folytatott. Fontos szerepet töltött be a magyarországi városépítési gyakorlatot megalapozó tervezési módszertanok, irányelvek és normatívák kidolgozásával.

## Életpályája
Édesapja: Krompecher Ödön orvos, rákkutató akadémikus, édesanyja Schulek Erika, Schulek Frigyes építész leánya volt. A Toldy Főreáliskolában érettségizett, építészmérnöki oklevelét a József Műegyetemen 1928-ban szerezte meg.
Féléves állami ösztöndíjjal, 1929-30-ban Rómában építészeti és várostörténeti tanulmányokat folytatott.
A frissen diplomázott, 25 éves fiatal építészt 1930-ban Warga László meghívta tanársegédjének a Városépítési Tanszékre. 1940-ben doktorált az olasz városi főterek kialakulásáról írt tanulmányával. 1940-ben intézeti tanárnak, 1942-ben rendkívüli tanárnak nevezték ki.
1944 őszén a nyilas magyar kormány azt a döntést hozta, hogy – a jövő értelmiségét az elképzelt új társadalmi berendezkedés számára megmentendő – több egyetemet ki kell telepíteni Németországba. A Műegyetem tanárainak többsége ellenállt a „kitelepítésnek”, de végül is a Mérnök- és Építészmérnök Karról több oktató – köztük számos, később híressé váló szakember – jelentkezett. Az építészeket Korompay György egyetemi tanár, Buna László tanársegéd, Lux Géza, valamint Pelikán József és Somogyi László építészek képviselték. Korompay vállalkozásának indokát Dragonits Tamás Ybl-díjas építész később így írta le:
„...A tanári kar nem akarta a fiatalságot pusztán azok kezére bízni, akiket akkor hirtelenjében neveztek ki a zászlóalj tanáraivá, és akiknek politikai állásfoglalása nyilvánvaló volt, hanem több ülés után felkérte a testület legfiatalabb és egyetlen nőtlen tagját, Korompay Györgyöt, hogy képviseletükben tartson a hallgatósággal. Így került Korompay György, akarata ellenére, pusztán kötelességteljesítésből, a nyugatra induló fiatalság mellé...”
A döntés következménye, a később „dániai kaland” -ként emlegetett kitelepítés története könyvben is megjelent.
Korompay Németország kapitulációját követően rögtön megkereste a különböző hatóságokat a diákok mielőbbi hazatérése érdekében. Nyugat-Európán keresztül tett kísérlete nem volt sikeres, majd a  Szovjetunió felől, az akkori moszkvai nagykövet, Szekfű Gyula történésznek írt levelet. Végül a Dán Vöröskereszt segítségével 51-en tértek haza.

## Pályafutása, jelentősége
Egyetemi tanári pályáját az 1950-51-es évek nagy egyetemi „tisztogatása” törte meg: 1952-ben áthelyezték az akkor megalapított Városépítési Tervező Vállalathoz (VÁTERV, a későbbi VÁTI), ahol először tervezőmérnök, majd a Műszaki Fejlesztési Osztály vezetője, végül – 1956 után egészen  1975. évi nyugdíjba vonulásáig – a Tudományos Iroda kutatója lett. Ezután még szerződéssel visszahívták: nyolc évig a Településtervezési Irodán dolgozott.
Pályájának háború előtti egyetemi karrierje 1945 után megtört, a „dániai kaland”, és  „polgári” életfelfogása miatt folyamatos hátrányban részesült. Többszöri hivatalos rehabilitálása után 1967-ben nyerhette csak el a műszaki tudományok kandidátusa címet, magasabb tudományos lépcsőfokok elzárva maradtak előtte. Életműve az oktatás, a kutatás és a tervezés között oszlott meg.
Tanítványait – később munkatársait – a település léptékében való gondolkodásra, az egész és a rész történelmileg változó összefüggéseire, a formában megjelenő tartalom megértésére orientálta. Építészgenerációk szemléletét fordította a települési jelenségek és értékek megértése és élvezete felé. Megalapozó jellegűek a települési építészeti együttesekről, műemléki területekről és  védelmük irányelveiről készült tanulmányai, szakkönyvei (pl. a „Műemlékek-Városképek”  sorozat- és szemléletnyitó „Veszprém” c. monográfiája).
Hajdani tanszékén, annak 80. évfordulójára kiadott emlékkönyvben oktatótárs-utódai a következő sorokkal emlékeznek: „...Egyetemi katedrán 1951 után nem, csak a Mérnöktovábbképző Intézetben oktathatott. Az őt hallgató, még élő építészek beszámolói szerint nem volt vonzó előadó, kisebb körben azonban a nagy tudású, de szerény építész komoly szakmai és szellemi hatást gyakorolt munkatársaira. Életpályája egyike volt a korszak jellemző emberi történeteinek: a szakma „fősodrából” kiszorított „polgári” származású tudós szakemberek sorsának...” 1991-évi elhunytát követően nyughelyét - édesapja társaságában - a farkasréti temetőbeli családi sírhelyen találta meg.

## Szakmai közéleti szereplése
- MÉSZ (Magyar Építőművészek Szövetsége)
- MUT  (Magyar Urbanisztikai Társaság)
- MTA  Településtudományi Bizottság
- ÉTE  (Építőipari Tudományos Egyesület) többször elnökségi tag

## Szakmai-társadalmi elismerései
- 1940-ben: egyetemi doktor
- 1957-ben: akadémiai jutalom
- 1967-ben: műszaki tudományok kandidátusa,
- 1977-ben: Hild János-díj

## Településtörténeti, esztétikai és műemléki írásai
- A városi főterek kialakulása – Tanulmány a középkori olasz városépítés fejlődéstörténetéből (egyetemi doktori értekezés), Budapest, 1940, (még Krompecher néven)
- A Kárpát-medence középkori településformáinak kialakulásáról, Budapest, 1941
- Középkori eredetű református templomok és templomerődök, Budapest, 1942, (In: Magyar református templomok)
- A magyar falu településtörténete és településfajtái, Budapest, év nélkül
- Veszprém városképi és műemléki vizsgálata, Budapest, VÁTI dokumentáció, 1954
- Veszprém (Városmonográfia a Városképek Műemlékek sorozat indító kötete), Budapest, 1956  (2. kiadás: 1957), Műszaki K. (ETO 908.439)
- A városépítészet esztétikai alapismeretei, Mérnöktovábbképző Intézet, Budapest, 1959
- Műemléki együttesek védelmének irányelvei, Mérnöktovábbképző Intézet, Budapest, 1959
- Települések esztétikai elemzése, Mérnöktovábbképző Intézet, Budapest, 1960
- A városépítészet esztétikai vizsgálata, kandidátusi értekezés, Budapest, 1960/1964
- Főterek kialakulása a késő feudalizmus korában (tanulmány), Budapest, 1965

## Településtervezési kiadványai
- A városrendezés korszerű kérdései (egyetemi jegyzet), Budapest, 1942
- Városépítéstan (egyetemi tankönyv), Budapest, 1951
- A város- és községrendezés alapvető irányelvei (módszertani tanulmány), Budapest, VÁTI, 1956
- Községrendezési irányelvek (módszertani tanulmány), Budapest, VÁTI, 1956,1957,1958,1961
- Lakóterületek felosztásának és kiszolgáló úthálózatának célszerű és gazdaságos kialakítása, Budapest, VÁTI, 1956,1957,1958,1961
- Településhálózati központok vonzáskörzeteinek feltárására vonatkozó munkák (tanulmányok), Budapest, VÁTI, 1965/1971
- Településtervezési irányelvek és mutatószámok – Lakóterületek (módszertan és példatár), Budapest, VÁTI 1971/1973
- Települések közintézmény-ellátása és tervszerű fejlesztése (módszertani munkák), Budapest, VÁTI, 1972/1977
- Települések zöldterület-ellátása (módszertani munkák), Budapest, VÁTI, 1966/1969
- A városszerkezet kialakulásának korszerű problematikája (módszertani munkák), Budapest, VÁTI, 1969/1971
- A zaj elleni védelem városrendezési eszközei (módszertani munkák), Budapest, VÁTI, 1973
- Kereskedelmi létesítmény-ellátás – Tervezési irányelv és mutatószámok, Budapest, VÁTI, 1977